# Лос Анджелис (окръг)
Вижте пояснителната страница за други значения на Лос Анджелис.
Лос Анджелис (на английски: Los Angeles) е окръг в Калифорния, САЩ. Окръжният му център е град Лос Анджелис.

## Население
Окръг Лос Анджелис е с население от 10 039 107 души (2019), което го прави най-населеният окръг в САЩ.

## География
Окръг Лос Анджелис е с обща площ от 10 517 км2 (4061 мили2).

## По-големи градове
- Глендейл
- Ланкастър
- Лонг Бийч
- Лос Анджелис
- Палмдейл
- Пасадина
- Помона
- Санта Кларита
- Торънс

## Други градове
- Аркадия
- Артижа
- Бевърли Хилс
- Бел Гардънс
- Брадбъри
- Бърбанк
- Гардина
- Глендора
- Дауни
- Дуарти
- Ел Монте
- Ел Сегундо
- Западен Холивуд
- Западна Ковина
- Ингълуд
- Индъстри
- Карсън
- Комърс
- Къдъхий
- Ла Върн
- Ла Мирада
- Ла Пуенте
- Ла Хабра Хайтс
- Лейкуд
- Линуд
- Ломита
- Лондейл
- Малибу
- Манхатън Бийч
- Мейуд
- Монровия
- Монтерей Парк
- Норуок
- Палос Вердес Естейтс
- Парамаунт
- Пико Ривера
- Ранчо Палос Вердес
- Редондо Бийч
- Ролинг Хилс
- Ролинг Хилс Естейтс
- Роузмийд
- Сан Габриел
- Сан Димас
- Сан Фернандо
- Санта Моника
- Санта Фе Спрингс
- Сигнал Хил
- Сиера Мадре
- Темпъл Сити
- Уолнът
- Хауайън Гардънс
- Хермоса Бийч
- Хидън Хилс
- Хънтингтън Парк
- Южен Гейт
- Южен Ел Монти
- Южна Пасадина
- Ъруиндейл

## Други населени места
- Авокадо Хайтс
- Винсънт
- Вю Парк-Уиндзър Хилс
- Върнън
- Дезърт Вю Хайлендс
- Дел Еър
- Западен Атънс
- Западен Карсън
- Източен Комптън
- Източна Ла Мирада
- Източен Лос Анджелис
- Източна Пасадина
- Куорц Хил
- Лейк Лос Анджелис
- Ленъкс
- Литълрок
- Марина дел Рей
- Мейфлауър Вилидж
- Ситръс
- Флорънс-Греъм
- Уолнът Парк
- Хасиенда Хайтс
- Чартър Оук
- Уестмонт
- Уилоубрук
- Южен Уитиър
- Южни Сан Хосе Хилс
- Юнивърсъл Сити